# حميد عاشوري
حميد عاشوري هو ممثل جزائري فكاهي، اشتهر بأدواره في العديد من المسلسلات الكوميدية الجزائرية. بدأ مسيرته الفنية متأثرًا بكبار الممثلين الكوميديين، خاصة من مدينة قسنطينة، مثل رشيد زيغمي وعنتر هلال، الذين قدموا أعمالًا خالدة في ذاكرة المشاهد الجزائري.

## أعماله
شارك في عدد من المسلسلات الناجحة، من بينها:
- عمارة الحاج لخضر
- حال وأحوال
- جمعي فاميلي
- بوقرون

## روابط خارجية
- حميد عاشوري على موقع IMDb (الإنجليزية)
- حميد عاشوري على موقع قاعدة بيانات الأفلام العربية
- حميد عاشوري على موقع قاعدة بيانات الفيلم (الإنجليزية)